# Gengångare (film, 2011)
Gengångare är en svensk TV-teaterproduktion på Sveriges Television från 2011, överförd från en scenproduktion på Stockholms stadsteater (2010) i regi av Sofia Jupither och Christer Molander (teknisk tv-regi). Filmen bygger på den norske författaren Henrik Ibsens pjäs med samma namn från 1881, men här överflyttad till 1950-talets Norge. I rollerna ses bland andra Helena Bergström, Kalle Malmberg och Gerhard Hoberstorfer.
TV-produktionen producerades av Stefan Baron och spelades in på Stockholms stadsteater. Den premiärvisades 14 maj 2011 i Sveriges Television.

## Rollista
- Helena Bergström – Fru Helene Alving
- Kalle Malmberg – Osvald
- Gerhard Hoberstorfer – Pastor Manders
- Christer Fant – Snickare Engstrand
- Katharina Cohen – Regine Engstrand